# Georg IV. (Abt)
Georg IV. SOCist († 24. März 1478) war ein österreichischer Zisterzienser und Abt des Stiftes Heiligenkreuz.

## Leben
Georg wurde zwischen 2. Juli 1470 und 20. August 1470 zum Abt des Stiftes Heiligenkreuz gewählt. Den Vorsitz bei der Wahl führte Guillaume de Mège, Abt der Primarabtei Morimond. In seiner Zeit war das Stift in großer Armut und konnte sich den weißen Stoff für das Ordensgewand nicht mehr leisten. Im Zweiten Ungarnkrieg 1477 zwischen Kaiser Friedrich III. und dem Ungarnkönig Matthias Corvinus verwüsteten und plünderten ungarische Söldnertruppen den Wienerwald; nach dem Friedensschluss hatte das Land hohe Kosten zu tragen.
Gleichzeitig war er Generalvikar der österreichischen Äbte. Seine letzte Urkunde stammt vom 7. August 1477.